# The Daily
The Daily war eine von Rupert Murdoch (News Corporation) herausgegebene Online-Tageszeitung. Sie erschien ohne die Produktion einer Papierausgabe auf elektronischem Weg über das iPad und wurde als Paid Content vertrieben. Sie war damit die erste Onlinezeitung, die speziell für das iPad entwickelt wurde und ausschließlich über Tabletcomputer in Umlauf gekommen. Seit dem zweiten Quartal 2011 war The Daily für Tablets mit dem Betriebssystem Android verfügbar.
In das Projekt, das etwa 120 Journalisten beschäftigte, wurden vor dem Ersterscheinungsdatum 30 Millionen Dollar investiert. Die erste Ausgabe sollte ursprünglich am 19. Januar 2011 erscheinen. Mitte Januar 2011 wurde bekannt, dass sich der Erscheinungstermin wegen einer fehlenden Abofunktion in Apples App Store um einige Wochen verzögert. Dieses Abonnement funktionierte wie ein Push-Dienst. Rupert Murdoch stellte am 2. Februar 2011 gemeinsam mit Apple-Vizepräsident Eddy Cue in New York The Daily vor. Für eine Einzelausgabe der Onlinezeitung berechnete der Verlag 14 US-Cent. Ein Abonnement kostete entweder 99 US-Cent pro Woche oder 39,99 US-Dollar für ein Jahr. Nach der Bezahlung ist der Nutzer dazu berechtigt, einzelne Artikel kostenlos per E-Mail, Facebook oder Twitter weiterzuverbreiten. Bereits kurz nach Erscheinen der Tabletausgabe erstellte ein Blogger im Web eine Indexseite, die diese Links auf die Webinhalte sammelte und archivierte.
Laut Angaben von Murdoch kostete der Betrieb von The Daily etwa 500.000 US-Dollar pro Woche. Es war eine Ausrichtung des Mediums „zwischen Boulevard- und Qualitätsjournalismus“ beabsichtigt, jedoch waren weder Auslandsniederlassungen noch ein Büro in Washington vorgesehen. Leiter des Projekts war der bisher bei dem Boulevardblatt New York Post beschäftigte Jesse Angelo.
Die Veröffentlichung wurde am 15. Dezember 2012 eingestellt. Grund dafür war die mangelnde Rentabilität, die durch eine Kombination aus zu wenigen Werbepartnern und Abonnenten verursacht wurde.